# Pristolycus shikokensis
Pristolycus shikokensis là một loài bọ cánh cứng trong họ Đom đóm (Lampyridae). Loài này được Ohbayashi & Satô miêu tả khoa học năm 1963.